# Visconde de Bardez
Visconde de Bardez é um título nobiliárquico criado por D. Carlos I de Portugal, por Decreto de 26 de Abril de 1894, em favor de Inácio Caetano Felicíssimo de Carvalho.
Titulares
1. Inácio Caetano Felicíssimo de Carvalho, 1.º Visconde de Bardez.